# バルセロナ都市圏

カタルーニャ州におけるバルセロナ都市圏

バルセロナ都市圏（カタルーニャ語: Àrea Metropolitana de Barcelona）は、スペイン・カタルーニャ州バルセロナ県バルセロナを中心とする都市圏。ヨーロッパの地中海沿岸地域では、ローマ都市圏などを抑えてもっとも人口が多い。

## 人口
ユーロスタットはバルセロナ都市圏の人口を5,375,774人（2012年）と推定している。これとは別に35自治体からなる行政的範囲が定められており、カタルーニャ統計局による行政的範囲の人口は3,239,337人（2014年）である。この行政的範囲の面積は636km2である。
Demographia,comによるとバルセロナ都市圏の核となる部分の人口は4,604,000人であり、欧州連合(EU)内ではパリ（フランス）、ロンドン（イギリス）、ルール地方（ドイツ）、マドリード（スペイン）、ミラノ（イタリア）に次いで第6位である。ユーロスタットによると大都市圏の人口は4,440,629人である。
| 調査機関               | 推定人口 （人） | 出典  |
| ---------------------- | --------------- | ----- |
| 国際連合経済社会理事会 | 5,083,000       | [ 4 ] |
| 経済協力開発機構(OECD) | 4,900,000       | [ 5 ] |
| ユーロスタット         | 5,375,774       | [ 6 ] |
| カタルーニャ州統計局   | 5,029,181       | [ 7 ] |
| BlatantWorld.com       | 4,992,778       | [ 8 ] |
| World Gazetteer        | 5,068,252       | [ 9 ] |

## 地理
バルセロナ都市圏はカタルーニャ海岸中央部とバルセロナ周辺部からなる。2つの区域に分類することができる。
- 境界区域

バルセロナとコナベーション（集合都市）を形成する自治体。地中海とクルサロラ山地によって分けられる。自治体境界は市街地の切れ目ではなく、道路や通り、リュブラガート川やバゾス川などである。バダロナ、ルスピタレート・ダ・リュブラガート、サンタ・クローマ・ダ・グラマネート、クルナリャー・ダ・リュブラガートなどが含まれる。
- 隣接区域

これラの自治体には居住地域が卓越しており、一戸建て・二戸建て・長屋式の住宅、工業団地、公園や森林などが多い。サン・ビセンス・ダルス・オルツ、サン・クガ・ダル・バリェス、サルダニョーラ・ダル・バリェスなどが含まれる。

## 行政機関

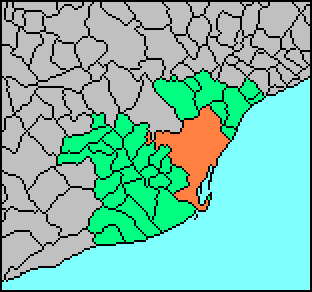
バルセロナ都市圏自治体連合

- バルセロナ都市圏自治体連合

31自治体からなる。
面積は495km2、人口は3,029,389人。
公共空間、公共インフラ、公共施設、都市計画、住宅供給などを担っている。
- バルセロナ都市圏交通局

18自治体からなる。
面積は332km2、人口は2,790,803人。
バルセロナとコナベーション（集合都市）を形成する自治体に限られる。都市圏内の公共交通機関を共同で管理するために設立された。
- バルセロナ都市圏環境局

33自治体からなる。
面積は583km2、人口は3,121,795人。
都市圏内の水供給とごみ処理を担っている。

## 自治体一覧

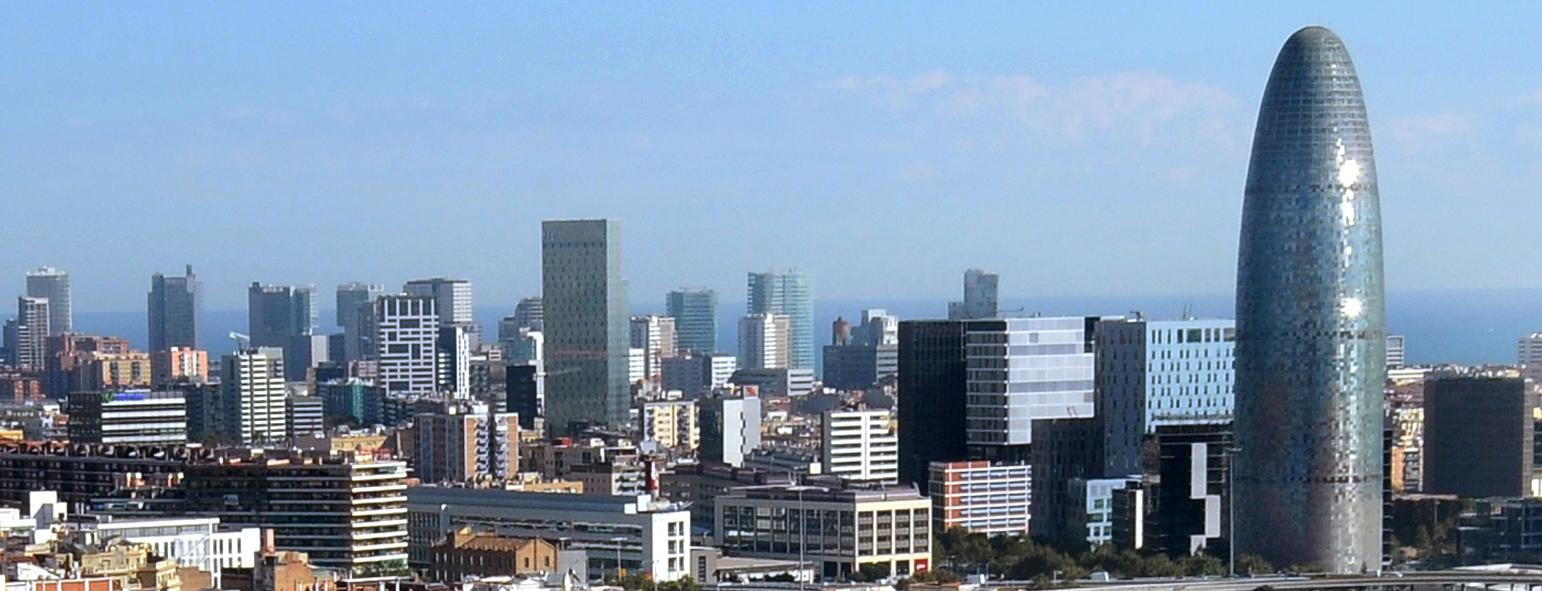
バルセロナ

ルスピタレート・ダ・リュブラガート

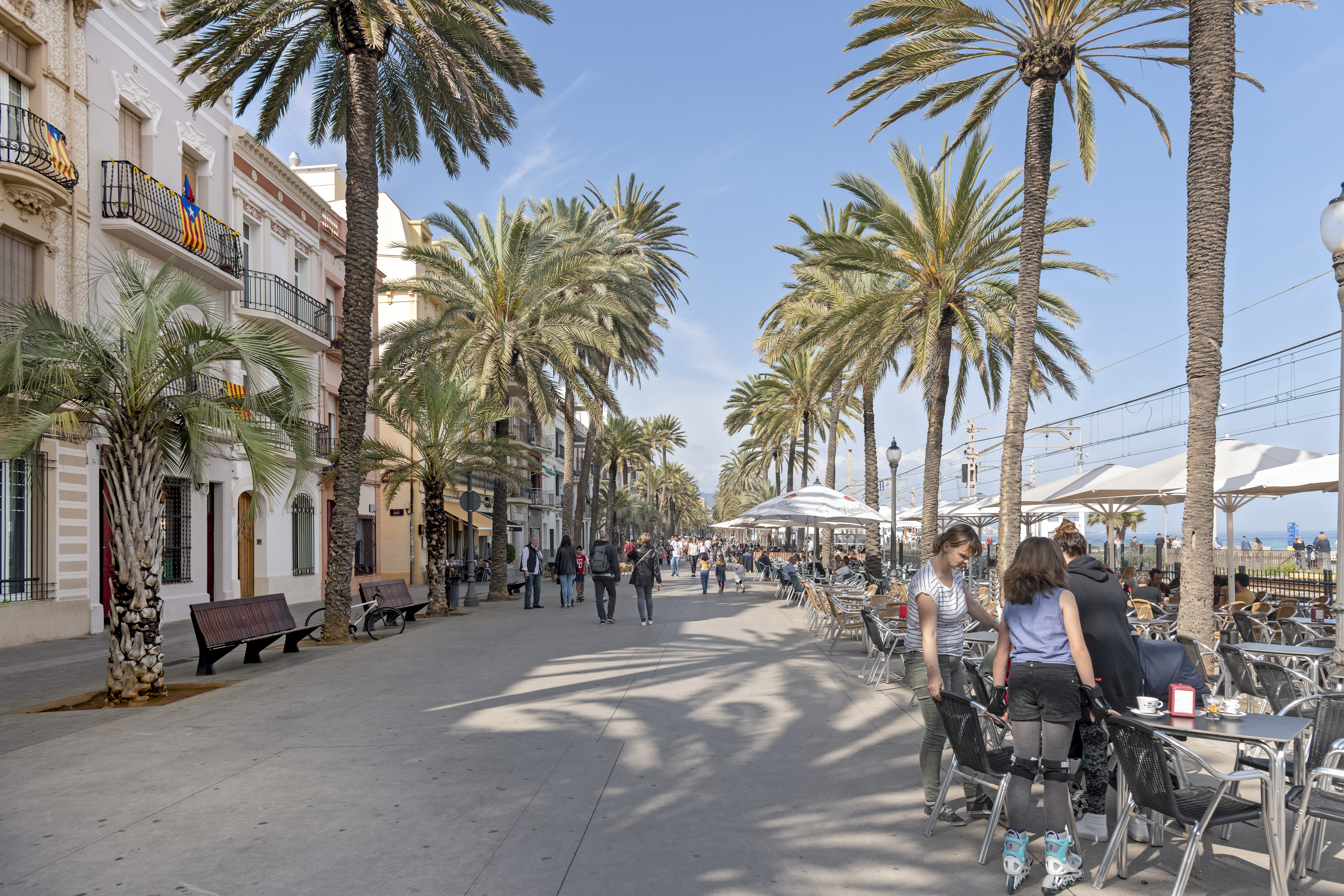
バダロナ

サンタ・クローマ・ダ・グラマネート

| 順位 | 基礎自治体                         | 郡                       | 人口 （人） | 面積 (km2) |
| ---- | ---------------------------------- | ------------------------ | ----------- | ---------- |
| 1    | バルセロナ                         | バルサルネス             | 1,620,943   | 101.4      |
| 2    | ルスピタレート・ダ・リュブラガート | バルサルネス             | 257,057     | 12.4       |
| 3    | バダロナ                           | バルサルネス             | 220,977     | 21.2       |
| 4    | サンタ・クローマ・ダ・グラマネート | バルサルネス             | 120,593     | 7.0        |
| 5    | クルナリャー・ダ・リュブラガート   | バッジ・リュブラガート   | 87,458      | 7.0        |
| 6    | サン・ボイ・ダ・リュブラガート     | バッジ・リュブラガート   | 83,070      | 21.5       |
| 7    | サン・クガ・ダル・バリェス         | バリェス・ウクシダンタル | 84,946      | 48.2       |
| 8    | アル・プラ・ダ・リュブラガート     | バッジ・リュブラガート   | 63,162      | 48.2       |
| 9    | ビラダカンス                       | バッジ・リュブラガート   | 65,188      | 20.0       |
| 10   | カステイダフェルス                 | バッジ・リュブラガート   | 62,989      | 12.9       |
| 11   | サルダニョーラ・ダル・バリェス     | バリェス・ウクシダンタル | 57,892      | 30.6       |
| 12   | アスプルガズ・ダ・リュブラガート   | バッジ・リュブラガート   | 46,726      | 4.6        |
| 13   | ガバ                               | バッジ・リュブラガート   | 46,488      | 30.8       |
| 14   | サン・ファリウ・ダ・リュブラガート | バッジ・リュブラガート   | 43,671      | 11.8       |
| 15   | リプリェット                       | バリェス・ウクシダンタル | 37,422      | 4.3        |
| 16   | サント・アドリアー・ダ・バゾス     | バルサルネス             | 34,482      | 3.8        |
| 17   | ムンカーダ・イ・ライシャック       | バリェス・ウクシダンタル | 34,689      | 23.5       |
| 18   | サン・ジュアン・ダスピ             | バッジ・リュブラガート   | 32,792      | 6.2        |
| 19   | バルバラー・ダル・バリェース       | バリェス・ウクシダンタル | 32,436      | 8.3        |
| 20   | サン・ビセンス・ダルス・オルツ     | バッジ・リュブラガート   | 28,084      | 9.1        |
| 21   | サン・アンドレウ・ダ・ラ・バルカ   | バッジ・リュブラガート   | 27,306      | 5.5        |
| 22   | ムリンス・ダ・レイ                 | バッジ・リュブラガート   | 24,805      | 15.9       |
| 23   | サン・ジュスト・ダスベルン         | バッジ・リュブラガート   | 15,874      | 7.8        |
| 24   | バディーア・ダル・バリェス         | バリェス・ウクシダンタル | 13,563      | 0.9        |
| 25   | クルベーラ・ダ・リュブラガート     | バッジ・リュブラガート   | 14,231      | 18.4       |
| 26   | カステイビズバル                   | バリェス・ウクシダンタル | 12,407      | 31.0       |
| 27   | パリャジャー                       | バッジ・リュブラガート   | 11,255      | 8.3        |
| 28   | ムンガート                         | マレズマ                 | 10,859      | 2.9        |
| 29   | サルバリョー                       | バッジ・リュブラガート   | 8,660       | 24.1       |
| 30   | サンタ・クローマ・ダ・サルバリョー | バッジ・リュブラガート   | 7,964       | 7.5        |
| 31   | ティアーナ                         | マレズマ                 | 8,151       | 8.0        |
| 32   | ベガス                             | バッジ・リュブラガート   | 6,520       | 50.4       |
| 33   | トゥレーリャス・ダ・リュブラガート | バッジ・リュブラガート   | 5,740       | 13.6       |
| 34   | アル・パピオル                     | バッジ・リュブラガート   | 4,014       | 9.0        |
| 35   | サン・クリメン・ダ・リュブラガート | バッジ・リュブラガート   | 3,900       | 10.8       |
| 36   | ラ・パルマ・ダ・サルバリョー       | バッジ・リュブラガート   | 3,023       | 5.5        |
|      | 合計                               |                          | 3,239,337   | 636        |